# Frostnacht
Frostnacht ist das Debütalbum der deutschen Pagan-Metal-Band Helrunar.

## Entstehung
Das Album wurde im Februar und März 2005 bei docmaklang.de aufgenommen und im August 2005 in der Klangschmiede Studio E abgemischt (die Band selbst gibt die Monatsnamen mit den althochdeutschen Namen des Fränkischen Reichs [Hornung, Lentzinmanoth und Aranmanoth] an). Aufgenommen wurde das Album von Helrunar und Matze, abgemischt von der Band und Markus Stock, produziert von MK.

## Titelliste
1. Birke im Moor – 01:32 (Text: Skald Draugir; Musik: Alsvartr)
2. Frostnacht – 06:30 (Text: Mauritz Hansen; Musik: Alsvartr)
3. Unten und im Norden – 06:26 (Text: Skald Draugir; Musik: Alsvartr)
4. …Bis die Seele gefriert – 06:12 (Text: Mauritz Hansen; Musik: Alsvartr, Skald Draugir)
5. NachtFrost – 02:33 (Text: Eyvindr Skáldaspillir; Musik: Alsvartr)
6. Der Trank des Gehängten – 05:46 (Text: Skald Draugir; Musik: Dionysos)
7. Neun Nächte – 04:49 (Text: Skald Draugir; Musik: Dionysos, Skald Draugir)
8. Älter als das Kreuz – 06:51 (Text: Skald Draugir; Musik: Alsvartr, Dionysos)
9. Dreifach Dorn – 03:02 (Text: Skald Draugir; Musik: Dionysos)
10. Mimis Brunnr (Grátr Önnor) – 08:27 (Text: Skald Draugir; Musik: Dionysos)

## Musikstil und Texte
Die Stücke „klirren überwiegend im schweren Midtempo-Bereich und erinnern vor allem an Immortal, Darkthrone, Hades (als sie noch nicht den Zusatz Almighty verwendeten) sowie alte Satyricon“. Laut der Band hat Frostnacht gegenüber den vorigen Aufnahmen „eine größere emotionale Spannbreite“. Skald Draugir versuchte nach eigenen Angaben „immer, besondere Texte zu kreieren, denn ich möchte keine klischeehaften Dinge beschreiben. Mir geht es um tiefer gehende Themen, und dabei beeinflussen mich sowohl altdeutsche als auch moderne Dichtung. Außerdem inspirieren mich psychologische Symboliken. Dabei versuche ich, dass Musik und Texte zusammenpassen und einen starken Ausdruck entwickeln. Wenn ich einen Text schreibe, soll dieser für sich allein stehen können, sprich: Er soll ein gutes Gedicht sein.“ Er erkläre jedoch „nur ungern den tieferen Sinn meiner Texte, denn ich finde es besser, wenn der Hörer selbst interpretiert“.

## Rezeption
Wolf-Rüdiger Mühlmann vom Rock Hard bezeichnete das Album als „Pflichtveranstaltung für jene Black-Metaller, die vor allem die alte Primitivschule schätzen“ und empfahl insbesondere …Bis die Seele gefriert und Älter als das Kreuz. Die Band habe „es nicht nötig, pseudo-avantgardistischen Mumpitz zu frickeln“, und fasziniere „mit gleichermaßen direkten wie auch klugen Texten“, die er „beinahe verschlungen“ habe. Laut Arlette Huguenin von vampster ist Frostnacht „auf hohem Niveau angesiedelt“. In der Rezension von Marius Mutz von Metal1.info zum Nachfolger Baldr ok Íss ist von einem „zurecht vielgelobten“ Album die Rede, Baldr ok Íss fehle „teils dieses magische“, wodurch Lieder wie Älter als das Kreuz oder Frostnacht zu einem Erlebnis geworden seien, das im Black-Metal-Umfeld „sondergleichen ist“.